# 8788 Labeyrie
8788 Labeyrie (1978 VP2) là một tiểu hành tinh vành đai chính được phát hiện ngày 1 tháng 11 năm 1978 bởi K. Tomita ở Caussols. Nó được đặt theo tên của nhà thiên văn học Pháp Antoine Émile Henry Labeyrie và Catherine Labeyrie.